# هایپر لایت دریفتر
«هایپر لایت دریفتر» (انگلیسی: Hyper Light Drifter) یک بازی ویدئویی در سبک بازی نقش‌آفرینی اکشن است که توسط و در سال ۲۰۱۶ و در پلت‌فرم‌های مایکروسافت ویندوز، اکس‌باکس وان، پلی‌استیشن ۴، اویا، مک‌اواس، لینوکس، و نینتندو سوئیچ منتشر شده‌است.